# Ружичасти капитализам
Ружичасти капитализам (који се назива и пинк капитализам, дугин капитализам, хомокапитализам или геј капитализам), представља уградњу ЛГБТ+ покрета и сексуалне разноликости у капитализам и тржишну економију, са критиком на то да се ова инкорпорација углавном односи на геј, цисродне, западне и беле заједнице из више средње класе и тржиште.
Ружичасти капитализам је циљано укључивање геј заједнице која је стекла довољну куповну моћ (која се у овом контексту назива ружичастим новцем) како би створила тржиште усмерено на њих. Примери таквог циљаног укључивања су барови и ноћни клубови, ЛГБТ туризам, или специјализована потрошња добара и услуга унутар ЛГБТ културе.
На концепт се често позива у расправама о сукобу између све веће могућности за хомосоцијализацију и тежње ка асимилацији сексуалне разноликости узроковане дефиницијом нових модела потрошње од стране компанија. На пример, понекад се воде расправе да компаније које у свом оглашавању користе ружичасти капитализам граде нову телесну естетику и модне трендове који гурају родно различите заједнице ка друштвено прихваћеним полним стандардима. Такође, замера им се што заправо не покушавају да разумеју, истражују или се боре да зауставе угњетавање ЛГБТ+ заједнице.
У многим деловима света деценијама постоје политичке групе које осуђују ружичасти капитализам и комодификацију ЛГБТ+ права. Након доношења закона о брачној једнакости у Шпанији, припадници ЛГБТ+ заједнице сматрали су да парада поноса више није протест већ туристички бизнис. Од 2006. године, демонстрације против ЛГБТ+ комодификације одржавају се сваке године у предграђу Мадрида, под називом „алтернативни прајд” или „критички прајд”.